# Berzdorf
Berzdorf is een plaats in de gemeente Wesseling in de Duitse deelstaat Noordrijn-Westfalen en telt 4.900 inwoners. De plaats ligt in de Kölner Bucht, een oude bocht van de Rijn.
Sinds 1961 is het een stadsdeel van de stad Wesseling.